# Грго Кусић
Грго Кусић (хрв. Grgo Kusić; 1892. — 1918) је био хрватски војник у аустроугарској војсци. Потиче из Грабовца код Имотскога.
Према неким прорачунима, Кусић је био 2.37 m висок (7 ft 9+1⁄2 in), а често се наводи као највиши Хрват икада, као и највиши војник аустроугарске војске. Међутим, други прорачуни наводе висину од 2.18 m (7 ft 2 in), тако да његова висина не може да буде са сигурношћу утврђена.
Познат као далмтаински Гуливер тј. Гуливер од Далмације, овај Грабовчанин био је припадник личне царске гарде Франца Јозефа I у Бечу.